# Hans Gerke (Heimatforscher)
Hans Gerke (* 1915 in Koblenz; † 20. November 1998 in Diepholz) war ein deutscher Heimatforscher. Er veröffentlichte zahlreiche Werke zu regionalen Themen des Landkreises Diepholz.
Nach dem Studium in Heidelberg (Geschichte u. a.) war er im Zweiten Weltkrieg Soldat (1939–1945), anschließend in Kriegsgefangenschaft. Ab 1949 war er Mittelschullehrer in Bonn und 1956–1978 in Diepholz, seit den 1960er Jahren Realschulkonrektor.
Gerke lebte und arbeitete in Diepholz (Niedersachsen) und war in der Region um Diepholz als Autor tätig. Neben seinem Beruf als Pädagoge im niedersächsischen Schuldienst war er von 1967 bis 1977 ehrenamtlicher Leiter des Kreisarchivs des Landkreises Grafschaft Diepholz und von 1977 bis 1998 ehrenamtlicher Leiter des Kreisarchivs des neu geschaffenen Landkreises Diepholz.

## Werke
- 1000 Jahre Brockum. Der Ort und seine Bewohner in Geschichte und Gegenwart. Brockum 1969, 128 S.
- Ehrenburg. Ein Heimatbuch für die Gemeinden Anstedt, Cantrup, Neuenkirchen, Rathlosen, Schmalförden, Scholen, Schweringhausen, Stocksdorf und Wesenstedt. Sulingen 1972, 159 S. m. Abb.
- Historisch-landeskundliche Exkursionskarte von Niedersachsen. Blätter Diepholz und Rahden. (Hrsg.: Erhard Kühlborn; Veröffentlichungen des Instituts für Historische Landesforschung der Universität Göttingen; 2, Teil 5), 1977, 76 + VI S. m. Abb.
- Drebber. Chronik des Fleckens Cornau und der Kirchspieldörfer Marien- und Jacobidrebber nebst den Ortschaften Brockstreck, Deckau, Felstehausen, Hoopen, Ihlbrock, Specken und Uthüserdrebber. (Hrsg.: Gemeinde Drebber), Drebber 1979, 271 S. m. zahlr. Abb.
- 50 Jahre Kreiskrankenhaus Diepholz. 1979.
- Landkreis Diepholz zwischen Weser und Dümmer. (Reihe: Kultur und Landschaft; Hrsg.: Fritz Elsholz), Essen 1983, 48 S. m. zahlr. Fotos von Hartmut Mantvill u. a.
- (Redaktion:) Landkreis Diepholz. Lebensraum, Verwaltungseinheit I. (Hrsg.: Landkreis Diepholz), Diepholz, 1984, 239 S. m. zahlr. Abb.
- Kennen Sie Diepholz? (Hrsg.: Kreissparkasse Diepholz), Diepholz 1985, 104 S. m. zahlr. Abb.
- (Redaktion:) Landkreis Diepholz. Lebensraum, Verwaltungseinheit II. (Hrsg.: Landkreis Diepholz), Diepholz 1986, 303 S. m. zahlr. Abb.

## Auszeichnungen
- 1985 Niedersächsischer Verdienstorden für seine Verdienste um die kommunale Geschichtsschreibung